# HC Nové Zámky
Le HK FTC Nové Zámky est un club de hockey sur glace de Nové Zámky en Slovaquie. Il évolue dans la 1.liga, le second échelon slovaque.

## Historique
Le club est créé en 1965.

## Palmarès
- Aucun titre.